# Юнацький чемпіонат світу з легкої атлетики (монета)
«Юна́цький чемпіона́т сві́ту з легко́ї атле́тики» — пам'ятна монета номіналом 2 гривні, випущена Національним банком України, присвячена найпрестижнішому спортивному форуму у світі серед юнаків — юнацькому чемпіонату світу з легкої атлетики, який проходив у Донецьку 2013 року.
Монету введено в обіг 26 червня 2013 року. Вона належить до серії «Спорт».

## Опис монети та характеристики
| Номінал грн. | Метал      | Маса, г | Діаметр, мм | Якість виготовлення       | Гурт     | Тираж, штук |
| ------------ | ---------- | ------- | ----------- | ------------------------- | -------- | ----------- |
| 2            | нейзильбер | 12,8    | 31,0        | спеціальний анциркулейтед | рифлений | 20 000      |

### Аверс
На аверсі монети розміщено: угорі малий Державний Герб України, під яким рік карбування монети «2013», напис півколом «НАЦІОНАЛЬНИЙ БАНК УКРАЇНИ», у центрі — зображення стадіону «Олімпійський» у м. Донецьку зі стилізованими біговими доріжками, під яким напис «ОЛІМПІЙСЬКИЙ СТАДІОН/ м. ДОНЕЦЬК», унизу номінал «2 ГРИВНІ» та логотип Монетного двору Національного банку України.

### Реверс
На реверсі монети зображено динамічну композицію — дівчат-легкоатлеток, угорі розміщено напис «ЮНАЦЬКИЙ/ ЧЕМПІОНАТ СВІТУ/ З ЛЕГКОЇ АТЛЕТИКИ/ ДОНЕЦЬК 2013.»

## Автори

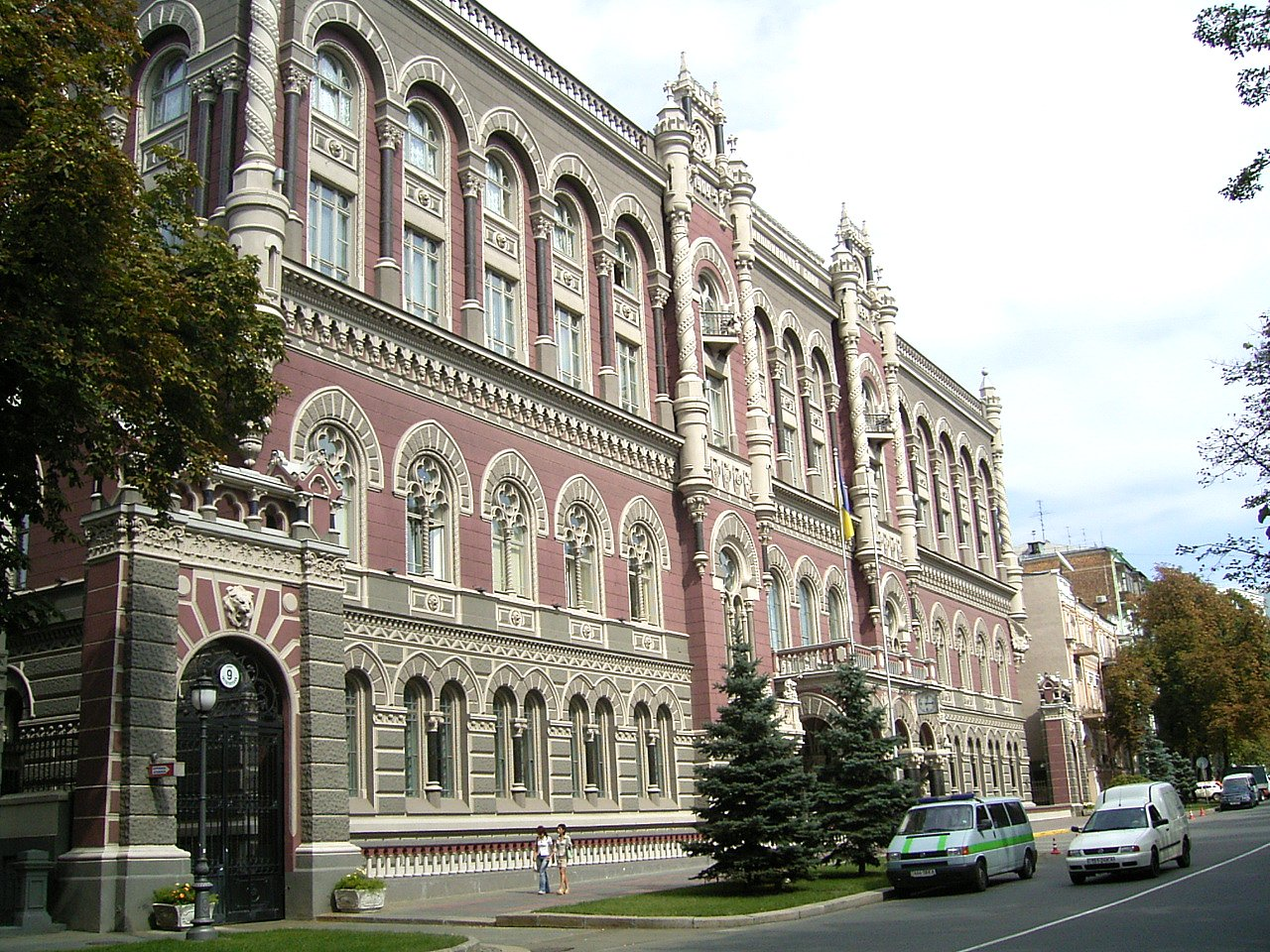
Будівля Національного банку України

- Художник — Атаманчук Володимир.
- Скульптор — Атаманчук Володимир.

## Вартість монети
Під час введення монети в обіг 2013 року, Національний банк України реалізовував монету через свої філії за ціною 15 гривень.
Фактична приблизна вартість монети з роками змінювалася так:
| Рік        | 2014 | 2015 | 2016 | 2017 | 2018 | 2019 | 2020 | 2021 | 2022 | 2023 | 2024 | 2025 |
| ---------- | ---- | ---- | ---- | ---- | ---- | ---- | ---- | ---- | ---- | ---- | ---- | ---- |
| Ціна, грн. | 35   | 40   | 65   | 190  | 190  | 175  | 165  | 155  | 170  | 230  | 300  | 330  |